# Încălzire prin pardoseală

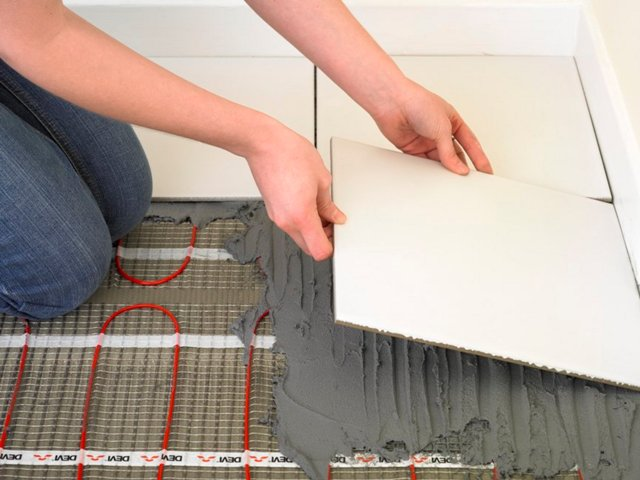

Încălzirea prin pardoseală reprezintă o metodă de încălzire a încăperilor bazată pe amplasarea corpurilor de încălzire imediat sub nivelul podelei. Aceasta asigură o degajare relativ uniformă a căldurii.

## Scurt istoric
Ideea folosirii pardoselii drept corp de încălzire nu este deloc nouă. Sisteme de acest fel, într-o variantă primitivă, existau încă din antichitate, în China și Egipt. În aceste sisteme, gazele calde produse într-un focar erau trecute printr-un canal special executat sub pardoseala încăperii. Un sistem mai evoluat apare, în aceeași perioadă, în Roma antică, denumit hipocaust. La acesta, gazele calde erau dirijate prin canale la mai multe încăperi. Hipocaustul a fost unul din primele sisteme de încălzire centrală prin pardoseală. 
În configurația actuală, instalațiile de încălzire prin pardoseală apar la începutul secolului al XX-lea. Profesorul englez Baker este primul care obține un brevet cu titlul „Sistem de încălzire a localurilor cu apă caldă transportată prin țevi sub pardoseală”. Drepturile asupra acestui brevet sunt cumpărate în 1909 de firma Crittal Co., care realizează pe baza lui încălzirea palatului Royal River. Dezvoltarea efectivă a sistemului are loc imediat după al Doilea Război Mondial, odată cu campania de reconstrucție din Europa. Tehnica din acea perioadă constă în înglobarea de țevi din oțel de ½" sau ¾" fără straturi de izolație termică sub ele. Cu o astfel de tehnologie s-au executat în Europa, numai în perioada 1945-1950, instalațiile de încălzire din peste 100 000 de locuințe. Această perioadă de pionierat a pus în evidență nu numai avantajele sistemului, dar și o seamă de neajunsuri determinate de lipsa unei cercetări aprofundate a efectelor asupra omului.
În prezent (mileniul III e.n.) încălzirea prin pardoseală se realizează în două moduri:
- Încălzire cu apă, cu ajutorul unor țevi montate sub pardoseală, care preiau apa caldă a sistemului de încălzire centrală;
- Încălzire electrică, cu ajutorul unor cabluri încălzitoare montate în pardoseală.

## Avantajele încălzirii prin pardoseală, cu apă fierbinte, comparativ cu cea prin radiatoare

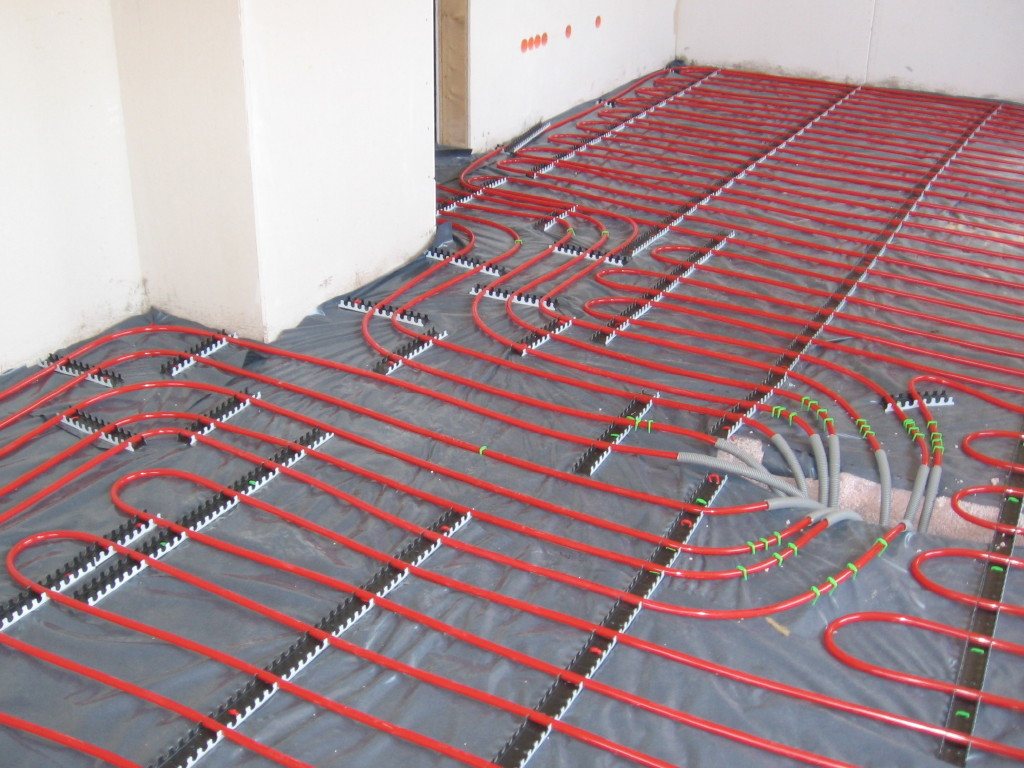
Modul de instalare a încălzirii cu ţevi de apă

Încălzirea prin pardoseală cu apă fierbinte este mai avantajoasă decât cea cu radiatoare montate pe pereți, unde căldura degajată de radiatoare se produce la un nivel ridicat față de sol, se ridică spre tavan de unde apoi coboară și revine sub formă de aer rece la nivelul picioarelor. În cazul încălzirii prin pardoseală, căldura este degajată uniform la nivelul solului, asigurând creșterea confortului termic. Instalarea țevilor ridică nivelul podelei cu 8 – 10 cm, iar variațiile de temperatură cu ocazia pornirilor și opririlor duc la dilatări repetate ale plăcuțelor de parchet obișnuite, apărând rosturi între ele, astfel că este nevoie de parchete speciale, eventual cu folie de aluminiu.

## Avantajele încălzirii electrice prin pardoseală comparativ cu cea pe bază de apă

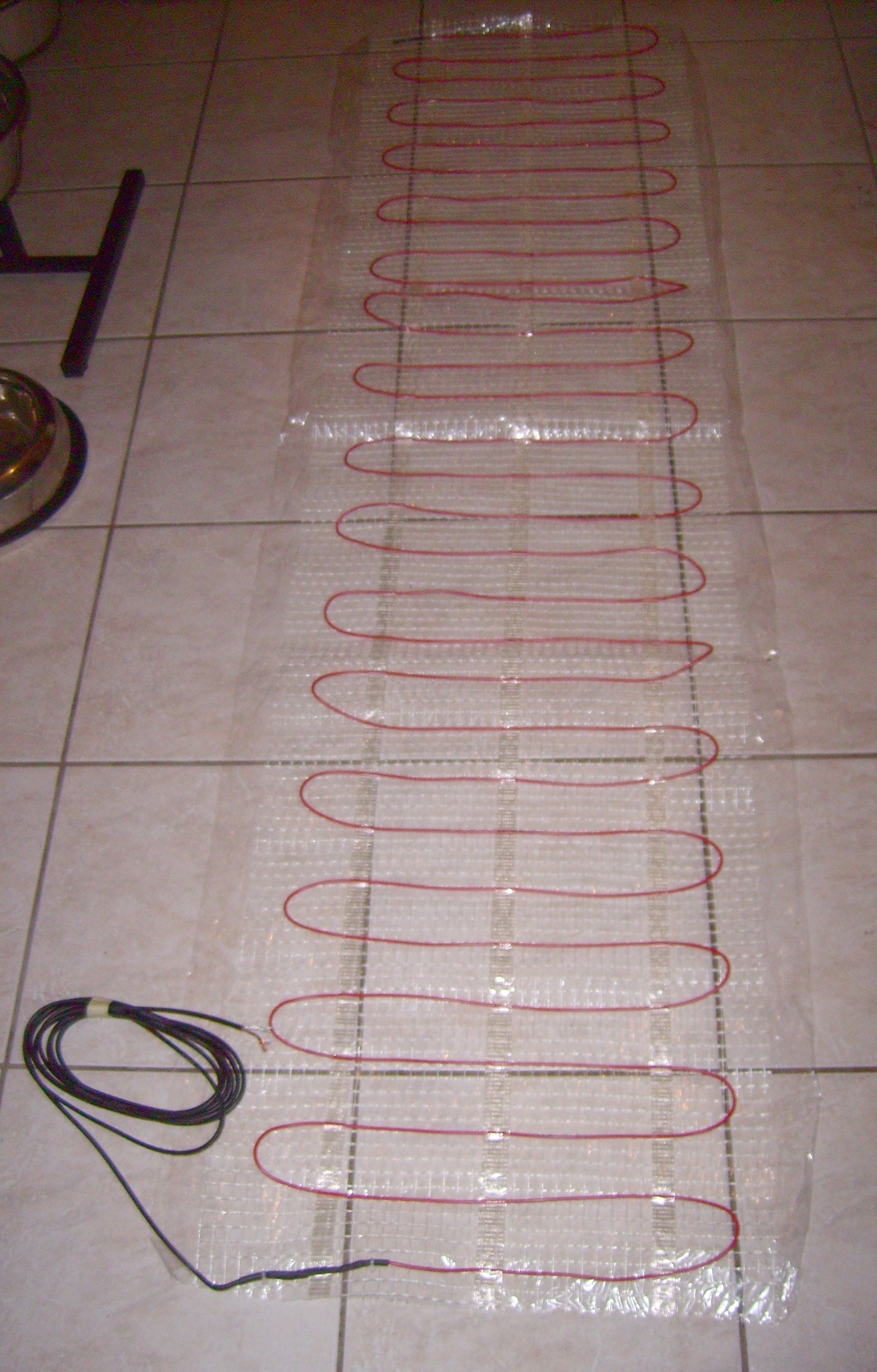
Modul de instalare a încălzirii electrice

Datorită inerției termice mici a cablurilor, controlul încălzirii se face mult mai ușor iar senzația de confort este atinsă mult mai rapid.
Avantajele Încălzirii electrice în pardoseală față de cea cu apă în pardoseală:
- durata de viață de 50 ani, o perioadă de-a lungul căreia ar trebui reînnoite de 5 ori centralele termice;
- siguranța în exploatare este mai ridicată, instalația pe apă ducând la pericol de inundații;
- costul de mentenanță (întreținere în timp) este nul în timp ce la instalația cu centrală există verificări periodice și costuri de întreținere/schimbare piese/echipamente datorită depunerilor și/sau îmbătrânirii acestora, iar service-ul este mai simplu;
- garanția sistemului electric este de 15—20 de ani în timp ce la sistemele cu apă aceasta este de 2—3 ani.

## Aspecte economice

### Anii 2009 - 2011
La nivelul anilor 2009-2011, conform reglementărilor din Ordinul nr. 66/2008, pentru curentul electric tariful pentru consumatorii casnici cu abonament monom (obișnuit) era de 0,4167 lei/kWh, iar randamentul de folosire a energiei electrice este de practic 100 %. Prețul gigacaloriei livrate populației în anul 2011 în București era de 124 lei/Gcal, adică 0,1066 lei/kWh, iar randamentul de folosire este de practic 100 %. Prețul gazului natural pentru consumatorii casnici cu consum normal pentru încălzire era de 0,09324 lei/kWh, iar randamentul de folosire a energiei este cel al centralei termice, adică cca 90 %. Ca urmare, din punct de vedere energetic încălzirea electrică era cam de patru ori mai costisitoare decât cea cu apă, indiferent că apa ar fi fost furnizată prin termoficare sau preparată în centrale individuale.

### Anii 2013 - 2014
La nivelul anilor 2013-2014, tariful pentru curentul electric pentru consumatorii casnici cu abonament monom (obișnuit) se menținea la 0,4167 lei/kWh. Prețul gigacaloriei livrate populației în anul 2013 în București era de 170 lei/Gcal, adică de 0,1462 lei/kWh, însă prețul real era de 340 lei/Gcal, adică 0,2923 lei/kWh, diferența fiind suportată prin subvenție. Prețul gazului natural pentru consumatorii casnici cu consum normal pentru încălzire era de 0,1141 lei/kWh. Din punct de vedere energetic încălzirea electrică era de aproape trei ori mai costisitoare decât cea prin termoficare cu apă (o dată și jumătate mai costisitoare și fără subvenție) și de peste trei ori mai costisitoare decât cea pe bază de gaz ars în centrale individuale.